# Tipula submarmoratipennis
Tipula submarmoratipennis är en tvåvingeart som beskrevs av Alexander 1936. Tipula submarmoratipennis ingår i släktet Tipula och familjen storharkrankar. Inga underarter finns listade i Catalogue of Life.